# Lake Ketchum
Lake Ketchum és una concentració de població designada pel cens dels Estats Units a l'Estat de Washington. Segons el cens del 2000 tenia 1.173 habitants.

## Demografia
Segons el cens del 2000, Lake Ketchum tenia 1.173 habitants, 406 habitatges, i 310 famílies. La densitat de població era de 145,6 habitants per km².
Dels 406 habitatges en un 39,4% hi vivien nens de menys de 18 anys, en un 63,8% hi vivien parelles casades, en un 8,4% dones solteres, i en un 23,6% no eren unitats familiars. En el 17,7% dels habitatges hi vivien persones soles el 4,7% de les quals corresponia a persones de 65 anys o més que vivien soles. El nombre mitjà de persones vivint en cada habitatge era de 2,89 i el nombre mitjà de persones que vivien en cada família era de 3,27.
Per edats la població es repartia de la següent manera: un 29,5% tenia menys de 18 anys, un 7,4% entre 18 i 24, un 31,2% entre 25 i 44, un 23,6% de 45 a 60 i un 8,3% 65 anys o més.
L'edat mediana era de 36 anys. Per cada 100 dones de 18 o més anys hi havia 99,3 homes.
La renda mediana per habitatge era de 60.029 $ i la renda mediana per família de 62.148 $. Els homes tenien una renda mediana de 38.235 $ mentre que les dones 28.047 $. La renda per capita de la població era de 19.538 $. Aproximadament el 3,2% de les famílies i el 10,2% de la població estaven per davall del llindar de pobresa.

## Poblacions més properes
El següent diagrama mostra les poblacions més properes.